# Beatlemania! With The Beatles
Beatlemania! With The Beatles — первый альбом The Beatles, выпущенный, как в Канаде, так и вообще в Северной Америке, в 1963 году. Альбом полностью идентичен второму из британских альбомов The Beatles — With The Beatles — за исключением того, что был добавлен текст на обложку пластинки и что альбом был издан только в моно-варианте (номер по каталогу T 6051). Позднее альбом был переиздан и в стерео-варианте (номер по каталогу ST 6051).

## Список композиций
Все песни написаны Джоном Ленноном и Полом Маккартни, за исключением отмеченных особенно.
| №  | Название                | Автор(ы)                                                       | Длительность |
| -- | ----------------------- | -------------------------------------------------------------- | ------------ |
| 1. | «It Won't Be Long»      |                                                                | 2:43         |
| 2. | «All I've Got to Do»    |                                                                | 2:04         |
| 3. | «All My Loving»         |                                                                | 2:09         |
| 4. | «Don't Bother Me»       | Джордж Харрисон                                                | 2:29         |
| 5. | «Little Child»          |                                                                | 1:48         |
| 6. | «Till There Was You»    | Meredith Willson                                               | 2:16         |
| 7. | «Please Mister Postman» | Georgia Dobbins, Freddie Gorman, Brian Holland, Robert Bateman | 2:36         |

| №   | Название                      | Автор(ы)                    | Длительность |
| --- | ----------------------------- | --------------------------- | ------------ |
| 8.  | «Roll Over Beethoven»         | Чак Берри                   | 2:47         |
| 9.  | «Hold Me Tight»               |                             | 2:32         |
| 10. | «You Really Got a Hold on Me» | Смоки Робинсон              | 3:02         |
| 11. | «I Wanna Be Your Man»         |                             | 1:59         |
| 12. | «Devil in Her Heart»          | Richard P. Drapkin          | 2:27         |
| 13. | «Not a Second Time»           |                             | 2:08         |
| 14. | «Money (That's What I Want)»  | Janie Bradford, Berry Gordy | 2:47         |